# Велика Бахлайка
Велика Бахлайка — річка  в Україні, у  Бершадській міській громаді Гайсинського району Вінницької області. Ліва притока Дохни  (басейн Південного Бугу).

## Опис
Довжина річки 10 км. Площа басейну 23,6 км².

## Розташування
Бере  початок на північному сході від Війтівки. Тече переважно на південний схід через Устю і впадає у річку Дохну, праву притоку Південного Бугу.